# Hercostomus cryptus
Hercostomus cryptus är en tvåvingeart som beskrevs av Harmston och Frank Hall Knowlton 1941. Hercostomus cryptus ingår i släktet Hercostomus och familjen styltflugor.
Artens utbredningsområde är Utah. Inga underarter finns listade i Catalogue of Life.